# Saint-Médard (Górna Garonna)
Saint-Médard – miejscowość i gmina we Francji, w regionie Oksytania, w departamencie Górna Garonna.
Według danych na rok 1990 gminę zamieszkiwały 232 osoby, a gęstość zaludnienia wynosiła 44 osób/km² (wśród 3020 gmin regionu Midi-Pireneje Saint-Médard plasuje się na 831. miejscu pod względem liczby ludności, natomiast pod względem powierzchni na miejscu 1465.).